# يوسف ياسين
يوسف ياسين هو إحدى الشخصيات السياسية التي أحاطت بمؤسس المملكة العربية السعودية الملك عبد العزيز آل سعود، وأسهم في السياسة الخارجية والداخلية، كما رافق الملك عبد العزيز آل سعود في أولى رحلاته إلى الحجاز، وشهد معه تسلم جدة عام 1925 وشارك يوسف ياسين مع حزمة من المستشارين إدارة جدة.

## مولده ونشأته
ولد في اللاذقية بسوريا ودرس في مصر في مدرسة الشيخ علي رضا وأمضى بعض الوقت في الجامعة الأزهرية، ثم درس القانون في دمشق. وانضم إلى ثورة الصحراء بأن ذهب مع الشريف زيد بن الحسين إلى العقبة وأنهى حملة اللواء العربي لإعادة فتح سوريا. ومن هناك زار مكة المكرمة حيث أقام فيها ستة أشهر، ثم زار عمان قبل دخول الأمير عبد الله فيها -وما كان يمكن أن يتفق معه– ولذلك عاد إلى القدس حيث أمضى أربع سنوات نظم فيها النادي السياسي العربي. وعاد إلى دمشق، ثم إلى بغداد ونجد وانضم في سنة 1342هـ/1923م، إلى السلطان عبد العزيز، وكان يتوق إلى العمل على تحرير بلاده من الاستعمار.

## اتصاله بالملك عبد العزيز
بدأت فكرة الاتصال مع عبد العزيز آل سعود تأخذ مسارها الفعلي لدى يوسف ياسين، فقد كان سعيه للوصول إلى الملك عبد العزيز نتيجة الالتقاء الفكري، كما كان الملك عبد العزيز مناهضاً للعدوان الغربي على البلاد العربية ومناصراً بقوة لقضية فلسطين. والتحق به يوسف ياسين عام 1924م.

## دوره ومهامه
بعد التحاقه بالملك عبد العزيز؛ استطاع التدرج في عدد من الوظائف في الدولة تميزت بالتنوع؛ إلا أن الغالب عليها مناصب سياسية خارجية، والوظائف على النحو التالي:
- مدير صحيفة أم القرى 1343-1347هـ.
- مدير المطبوعات والمخابرات 1345-1347هـ.
- سكرتير خاص للملك عبد العزيز 1347هـ.
- رئيس الشعبة السياسية 1349هـ.
- وزير دولة 1364هـ.
- عضو مجلس الوكلاء (1350 - 1373هـ).
- مندوب المملكة العربية السعودية في جامعة الدول العربية (1363 - 1370هـ).[4]

إضافة إلى المناصب التي تولاها يوسف ياسين، وبحكم طبيعة عمله في الخارجية وملازمته للملك عبد العزيز وعضويته في مجلس المستشارين العرب، كانت له جهود واضحة على صعيد عديد من القضايا السياسية التي واجهت الملك عبد العزيز آل سعود في بداية نشأة دولته؛ كما حضر لقاء وتعد من اللقاءات المهمة للملك عبد العزيز مع الرئيس الأمريكي روزفلت وانبثاق فجر جديد لعلاقات سعودية أمريكية، إضافة إلى الدور الدبلوماسي الذي قام به يوسف ياسين في المفاوضات البريطانية من خلال عدة أحداث مرت على علاقة المملكة بالدول المجاورة أو بقوى أخرى.

## وفاته
توفي في مدينة الدمام بالمنطقة الشرقية أثناء مرافقته للملك سعود بن عبد العزيز في إحدى زياراته إثر نوبة قلبية يوم الخميس 15 ذي القعدة 1381هـ الموافق 19 أبريل 1962م.

## وصلات خارجية
- يوسف ياسين..الصحافي السياسي والمستشار في زمان المؤسس.